# Skeleton-Juniorenweltmeisterschaft 2008
Die Skeleton-Juniorenweltmeisterschaft 2008 war die sechste Austragung der Skeleton-Juniorenweltmeisterschaft und fand zwischen dem 4. und 10. Februar 2008 in Innsbruck auf dem Olympia Eiskanal Igls. Bei den Frauen sicherte sich die Kanadierin den Junioren-Weltmeistertitel. Bei den Männern gewann der Russe Alexander Tretjakow seinen zweiten Junioren-Weltmeistertitel und ist damit nach Kathleen Lorenz (2004 und 2005) der zweite Skeletonprofi, welcher zwei Weltmeistertitel gewinnen konnte.

## Teilnehmende Nationen
| Europa (11 Nationen) |                                                                                   |
| --- | --------------------------------------------------------------------------------- |
| \| - Deutschland - Frankreich - Italien - Kroatien - Lettland - Niederlande - Österreich \| - Rumänien - Russland - Schweiz - Slowenien - Tschechien - Vereinigtes Königreich \| |                                                                                   |
| Amerika (2 Nationen) |                                                                                   |
| - Vereinigte Staaten - Kanada |                                                                                   |
| Asien (1 Nation) |                                                                                   |
| - Japan |                                                                                   |
| Ozeanien (1 Nation) |                                                                                   |
| - Australien - Neuseeland |                                                                                   |
| - Deutschland - Frankreich - Italien - Kroatien - Lettland - Niederlande - Österreich                                                                                            | - Rumänien - Russland - Schweiz - Slowenien - Tschechien - Vereinigtes Königreich |

## Medaillenspiegel
| Platz | Land                   |   |   |   |   |
| ----- | ---------------------- | - | - | - | - |
| 1     | Russland               | 1 | – | 1 | 2 |
| 2     | Kanada                 | 1 | – | – | 1 |
| 3     | Deutschland            | – | 1 | 1 | 2 |
| 4     | Vereinigtes Königreich | – | 1 | – | 2 |
| Total | Total                  | 2 | 2 | 2 | 6 |

## Medaillengewinner
| Wettbewerb | Gold                | Gold        | Silber          | Silber      | Bronze            | Bronze      |
| Wettbewerb | Sportler            | Leistung    | Sportler        | Leistung    | Sportler          | Leistung    |
| ---------- | ------------------- | ----------- | --------------- | ----------- | ----------------- | ----------- |
| Frauen     | Sarah Reid          | 1:51,02 min | Katharina Heinz | 1:51,04 min | Olga Korobkina    | 1:51,48 min |
| Männer     | Alexander Tretjakow | 1:47,16 min | David Swift     | 1:48,10 min | Alexander Gassner | 1:48,35 min |